# ペドロ・アルメンダリス
ペドロ・グレゴリオ・アルメンダリス・ハスティングス（スペイン語: Pedro Gregorio Armendáriz Hastings、1912年5月9日 - 1963年6月18日）は、メキシコの俳優。

## 経歴
エミリオ・フェルナンデス監督作品に出演することが多く、フェルナンデス監督の『野生の花』や『マリア・カンデラリア』ではスター女優のドロレス・デル・リオと共演した。メキシコ映画研究者の金谷重朗はアルメンダリスが「メキシコの情景の主人公たる男性を体現していた」と述べている。
日本で初めて公開されたメキシコ映画はフェルナンデス監督の『真珠』であるとされるが、この作品に主演したのはアルメンダリスだった。1948年にはジョン・フォード監督の西部劇『アパッチ砦』や『三人の名付親』に出演している。テレンス・ヤング監督作『007 ロシアより愛をこめて』（1963年）ではトルコ人役を演じ、諜報部のイスタンブル支局長に扮した。絶大な人気を得ていたものの、この頃のアルメンダリスは末期癌に侵されており、51歳の時にロサンゼルスの病院でピストル自殺し、『007 ロシアより愛をこめて』が遺作となった。

## 出演作品
- 007 ロシアより愛をこめて（ケリム・ベイ）
- キャプテン・シンドバッド
- タイタンの逆襲
- 剣と十字架
- メキシコの暴れん坊
- サン・ブラスの動乱　大砂塵の女
- 激怒
- 暗黒街の罠
- 船の女
- 人間と狼
- 小さな無法者
- 征服者
- やぶれかぶれの砦
- 四角い帆
- 乱暴者
- ボルジア家の毒薬
- ストレンジャーズ6
- タルサ
- 運命の女
- 三人の名付親（ピート）
- アパッチ砦（ビューフォート軍曹）
- 逃亡者
- 真珠